# Peter Schössow
Peter Schössow (* 10. März 1953 in Hamburg) ist ein deutscher Illustrator und Kinderbuchautor.

## Leben
Nachdem Peter Schössow die Realschule abgeschlossen hatte, begann er 1970 mit einer Ausbildung zum Groß- und Außenhandelskaufmann. Er brach diese jedoch nach 11 Monaten ab und studierte an der Hochschule für Gestaltung in Hamburg. Dort machte er im Jahre 1975 seinen Abschluss zum Diplom-Designer. Seither ist er als Buch-, Presse- und Werbeillustrator tätig. Er arbeitete unter anderem für den Spiegel, den Stern und Die Sendung mit der Maus, wo er auch an der Entwicklung von Figuren und Storyboards beteiligt war. Seine Illustrationen entstehen vorwiegend in Mischtechnik, seit 2003 arbeitet er aber auch mit dem Computer. Heute lebt und arbeitet er in Hamburg.
Er hat zu mehreren Büchern von Andreas Steinhöfel die Zeichnungen beigesteuert, so zum Beispiel zu Dirk und ich, Froschmaul oder der Buchreihe Rico und Oskar.

## Werke (Auswahl)
- Popinga muss mal!, Hanser Verlag. 2018.[5]
- Popinga geht baden, Hanser Verlag. 2018.[6]
- Wo ist Oma? Zu Besuch im Krankenhaus. Hanser, München 2016, ISBN 978-3-446-24952-3.
- Der arme Peter (Text: Heinrich Heine, überarbeitet von Peter Schössow), Hanser Verlag. 2013[7]
- Ich, Kater Robinson (Text: Harry Rowohlt in Zusammenarbeit mit Peter Schössow), Hanser Verlag. 2012.[8]
- Mein erstes Auto war rot. Hanser Verlag. 2010.[9]
- Meehr!! Hanser Verlag. 2010.[10]
- 2017.
- Ein Löffelchen für ... Tulipan. 2008.[11]
- Baby Dronte. Hanser Verlag. 2008.[12]
- Die Prinzessin (Text: Arnold Schönberg, Co-Autor: Peter Schössow), Hanser Verlag. 2006.[13]
- Gehört das so??! Die Geschichte von Elvis. Hanser Verlag. 2005.[14]
- Meeres Stille und Glückliche Fahrt. (Text: Johann Wolfgang von Goethe, Überarbeitung Peter Schössow) Hanser Verlag. 2004.
- Popinga geht baden. Hanser Verlag. 2003.
- Popinga muss. Hanser Verlag. 2003.
- Popinga kauft ein. Hanser Verlag. 2002.
- Popinga wartet. Hanser Verlag. 2002.
- Noch ist alles drin. Carlsen Verlag 2002.
- Alfred der Bär und Samuel der Hund steigen aus dem Pappkarton. Hanser Verlag. 1996.

## Illustration (Auswahl)
- Barry Jonsberg: Ein knochenharter Job oder Wie ich half Gott zu retten. Oetinger Verlag 2010.
- Andreas Steinhöfel: Rico, Oskar und der Diebstahlstein. Carlsen Verlag, Hamburg 2011, ISBN 978-3-551-55572-4.
- Andreas Steinhöfel: Rico, Oskar und das Mistverständnis.[15] Carlsen, Hamburg 2020, ISBN 978-3-551-55783-4.
- Andreas Steinhöfel: Rico, Oskar und die Tieferschatten[16] Carlsen, Hamburg 2009, ISBN 978-3-551-55551-9
- Andreas Steinhöfel: Rico, Oskar und das Herzgebreche[17] Carlsen, Hamburg 2013, ISBN 978-3-551-55674-5
- Jostein Gaarder: Jonathan und die Zwerge aus dem All[18]
- Christian Morgenstern: Die Mausefalle[19]

## Auszeichnungen
- 2020: Luchs des Monats Oktober für Rico, Oskar und das Mistverständnis (zusammen mit dem Autor)
- 2009: Deutscher Jugendliteraturpreis für Rico, Oskar und die Tieferschatten[20]
- 2009: LesePeter Januar
- 2008: Corine
- 2008: Esel des Monats März
- 2006: Deutscher Jugendliteraturpreis für: Gehört das so??![21]
- 2005: LesePeter August
- 1996: Troisdorfer Bilderbuchpreis[22]
- 1992: Eule des Monats

## Ausstellungen
- 22. Januar bis 27. September 2009, Hamburg, Hafen und Meehr!! Die wunderbaren Bilderwelten von Peter Schössow. Kinderbuchhaus im Altonaer Museum[23]